# Fernand Boden
Pour les articles homonymes, voir Boden.
 (mai 2019).
Si vous disposez d'ouvrages ou d'articles de référence ou si vous connaissez des sites web de qualité traitant du thème abordé ici, merci de compléter l'article en donnant les références utiles à sa vérifiabilité et en les liant à la section « Notes et références ».
Fernand Boden, né le 13 septembre 1943 à Echternach, est un homme politique luxembourgeois.

## Biographie
Après avoir obtenu le certificat de fin d'études secondaires au lycée classique d'Echternach, il poursuit ses études au Cours supérieur de Luxembourg et à l'université de Liège pour devenir professeur en sciences mathématiques et physiques. Promu docteur des sciences mathématiques et physiques, il enseigne entre 1966 et 1978 au lycée classique d'Echternach.
Premier échevin de la Ville d'Echternach de 1970 à 1976, il fait partie du conseil communal de sa ville natale. En 1978, il devient député du Parti chrétien-social (Chrëschtlech Sozial Vollekspartei / CSV) dans la circonscription Est.
Réélu en 1979, Fernand Boden entre au gouvernement comme ministre de l'Éducation nationale et de la Jeunesse et comme ministre du Tourisme. Il détient ces mêmes portefeuilles jusqu'en 1989.
En 1989, Fernand Boden est nommé ministre de la Famille et de la Solidarité ainsi que ministre des Classes moyennes et du Tourisme. À la suite des élections de juin 1994, il devient également ministre de la Fonction publique et assume ces fonctions jusqu'au 26 janvier 1995, date d'un remaniement ministériel à partir duquel Fernand Boden exerce les fonctions de ministre de l'Agriculture, de la Viticulture et du Développement rural, de ministre des Classes moyennes et du Tourisme ainsi que celles de ministre du Logement.
Dans le gouvernement 1999-2004, Fernand Boden s’est vu à nouveau confier les postes de ministre de l'Agriculture, de la Viticulture et du Développement rural, ministre des Classes moyennes, du Tourisme et du Logement.
À l’issue des élections législatives du 13 juin 2004, Fernand Boden est reconduit le 31 juillet 2004 dans ses fonctions de ministre de l'Agriculture, de la Viticulture et du Développement rural, ministre des Classes moyennes, du Tourisme et du Logement.